# A Glades – Tengerparti gyilkosságok epizódjainak listája
Ez a cikk a Glades – Tengerparti gyilkosságok című sorozat epizódjait listázza.

## Évados áttekintés
| Évad | Évad | Epizódok | Eredeti sugárzás | Eredeti sugárzás    | Eredeti adó | Magyar sugárzás      | Magyar sugárzás      | Magyar adó |
| Évad | Évad | Epizódok | Évadpremier      | Évadfinálé          | Eredeti adó | Évadpremier          | Évadfinálé           | Magyar adó |
| ---- | ---- | -------- | ---------------- | ------------------- | ----------- | -------------------- | -------------------- | ---------- |
|      | 1    | 13       | 2010. július 11. | 2010. október 3.    | A&E         | 2013. október 26.    | 2014. január 25.     | RTL II     |
|      | 2    | 13       | 2011. június 5.  | 2011. szeptember 5. | A&E         | 2014. május 8.       | 2014. július 3.      | RTL Klub   |
|      | 3    | 10       | 2012. június 3.  | 2012. augusztus 12. | A&E         | 2014. július 10.     | 2014. szeptember 11. | RTL Klub   |
|      | 4    | 13       | 2013. május 27.  | 2013. augusztus 26. | A&E         | 2015. szeptember 21. | 2015. december 14.   | RTL II     |

## 1. évad (2010)
| Sor. | Év. | Cím                                         | Rendező          | Író                                             | Premier                                | Nézettség   |
| ---- | --- | ------------------------------------------- | ---------------- | ----------------------------------------------- | -------------------------------------- | ----------- |
| 1.   | 1.  | A hiányzó láncszem (Pilot)                  | Peter O'Fallon   | Clifton Campbell                                | 2010. július 11. 2013. október 26.     | 3,55 millió |
| 2.   | 2.  | A sellő (Bird in the Hand)                  | Peter O'Fallon   | Matt Witten                                     | 2010. július 18. 2013. november 2.     | 3,35 millió |
| 3.   | 3.  | Vihar a javából (A Perfect Storm)           | Timothy Busfield | Alfonso H. Moreno                               | 2010. július 25. 2013. november 9.     | 2,92 millió |
| 4.   | 4.  | Veszélyes üzlet (Mucked Up)                 | Randall Zisk     | Elle Johnson                                    | 2010. augusztus 1. 2013. november 16.  | 3,29 millió |
| 5.   | 5.  | Szerelmi fészek (The Girlfriend Experience) | Tim Hunter       | Lee Goldberg & William Rabkin                   | 2010. augusztus 8. 2013. november 23.  | 3,10 millió |
| 6.   | 6.  | Titkok és hazugságok (Doppelganger)         | Guy Ferland      | Történet: Matt Witten Tévéjáték: David J. Burke | 2010. augusztus 15. 2013. november 30. | 2,80 millió |
| 7.   | 7.  | Jövendőmondók (Cassadaga)                   | Bill Eagles      | Alfonso H. Moreno                               | 2010. augusztus 22. 2013. december 7.  | 3,32 millió |
| 8.   | 8.  | A házasság gyilkosság (Marriage Is Murder)  | Jonathan Frakes  | Tom Garrigus                                    | 2010. augusztus 29. 2013. december 14. | 3,08 millió |
| 9.   | 9.  | Indián kaszinó (Honey)                      | Colin Bucksey    | Elle Johnson                                    | 2010. szeptember 5. 2013. december 21. | 3,21 millió |
| 10.  | 10. | Második esély (Second Chance)               | Tricia Brock     | Tom Garrigus                                    | 2010. szeptember 12. 2014. január 4.   | 3,08 millió |
| 11.  | 11. | Kincsvadászat (Booty)                       | Elodie Keene     | Lee Goldberg & William Rabkin                   | 2010. szeptember 19. 2014. január 11.  | 2,93 millió |
| 12.  | 12. | Piszkos játszmák (Exposed)                  | Gary A. Randall  | Alfonso H. Moreno                               | 2010. szeptember 26. 2014. január 18.  | 2,73 millió |
| 13.  | 13. | Úri sport (Breaking 80)                     | Dennie Gordon    | Matt Witten & Alfonso H. Moreno                 | 2010. október 3. 2014. január 25.      | 2,69 millió |

## 2. évad (2011)
| Sor. | Év. | Cím                                      | Rendező          | Író                                                                                    | Premier                              | Nézettség   |
| ---- | --- | ---------------------------------------- | ---------------- | -------------------------------------------------------------------------------------- | ------------------------------------ | ----------- |
| 14.  | 1.  | Családi ügyek (Family Matters)           | Gary A. Randall  | Tom Garrigus                                                                           | 2011. június 5. 2014. május 8.       | 3,01 millió |
| 15.  | 2.  | A múlt árnyai (Old Ghosts)               | Lee Rose         | Clifton Campbell & Alfonso H. Moreno                                                   | 2011. június 12. 2014. május 15.     | 2,61 millió |
| 16.  | 3.  | Katonadolog (Lost and Found)             | Kelly Makin      | Clifton Campbell & Kim Newton                                                          | 2011. június 19. 2014. május 22.     | 2,39 millió |
| 17.  | 4.  | A sebesség bűvöletében (Moonlighting)    | Jonathan Frakes  | Elle Johnson                                                                           | 2011. június 26. 2014. május 29.     | 2,53 millió |
| 18.  | 5.  | Mocskos kis titok (Dirty Little Secrets) | Timothy Busfield | Történet: John Mankiewicz Tévéjáték: Clifton Campbell & Elle Johnson & John Mankiewicz | 2011. július 10. 2014. június 5.     | 2,80 millió |
| 19.  | 6.  | Szemfényvesztők (Gibtown)                | Jeff Bleckner    | Alfonso H. Moreno                                                                      | 2011. július 17. 2014. június 12.    | 2,57 millió |
| 20.  | 7.  | Függőség (Addicted To Love)              | Jeremiah Chechik | Tom Garrigus & Clifton Campbell                                                        | 2011. július 24. 2014. június 12.    | 2,40 millió |
| 21.  | 8.  | A ceremónia (Second Skin)                | Tricia Brock     | Lois Johnson                                                                           | 2011. július 31. 2014. június 19.    | 2,59 millió |
| 22.  | 9.  | Halál a sportpályán (Iron Pipeline)      | Eric Laneuville  | Alfonso H. Moreno & Clifton Campbell                                                   | 2011. augusztus 7. 2014. június 19.  | 2,26 millió |
| 23.  | 10. | Orvvadászok (Swamp Thing)                | Timothy Busfield | Tom Garrigus                                                                           | 2011. augusztus 14. 2014. június 26. | 2,89 millió |
| 24.  | 11. | Hulla a parton (Beached)                 | Artie Mandelberg | Karen Hall                                                                             | 2011. augusztus 21. 2014. június 26. | 2,64 millió |
| 25.  | 12. | Hasonmások (Shine)                       | Jon Terlesky     | Történet: Shaz Bennett Tévéjáték: Elle Johnson                                         | 2011. augusztus 28. 2014. július 3.  | 2,71 millió |
| 26.  | 13. | Sarokba szorítva (Breakout)              | Kelly Makin      | Elle Johnson & Tom Garrigus & Alfonso H. Moreno                                        | 2011. szeptember 5. 2014. július 3.  | 2,38 millió |

## 3. évad (2012)
| Sor. | Év. | Cím                                             | Rendező         | Író                                             | Premier                                  | Nézettség   |
| ---- | --- | ----------------------------------------------- | --------------- | ----------------------------------------------- | ---------------------------------------- | ----------- |
| 27.  | 1.  | Harmadik típusú találkozások (Close Encounters) | Jeff Bleckner   | Tom Garrigus                                    | 2012. június 3. 2014. július 10.         | 3,11 millió |
| 28.  | 2.  | A Poszeidon katasztrófa (Poseidon Adventure)    | Lee Rose        | Elle Johnson                                    | 2012. június 10. 2014. július 17.        | 2,90 millió |
| 29.  | 3.  | Végzetes hiba (Longworth's Anatomy)             | Randy Zisk      | Wendy Battles                                   | 2012. június 17. 2014. július 24.        | 2,53 millió |
| 30.  | 4.  | Meztelen igazság (The Naked Truth)              | Eric Laneuville | Lisa Henthorn                                   | 2012. június 24. 2014. július 31.        | 3,11 millió |
| 31.  | 5.  | Kajacsata (Food Fight)                          | Ron Underwood   | Dailyn Rodriguez                                | 2012. július 1. 2014. augusztus 7.       | 2,50 millió |
| 32.  | 6.  | Elbaltázott nyomozás (Old Times)                | Kelly Makin     | Lee Goldberg & William Rabkin                   | 2012. július 8. 2014. augusztus 14.      | 3,19 millió |
| 33.  | 7.  | A kerti hulla (Public Enemy)                    | Lee Rose        | Elle Johnson                                    | 2012. július 15. 2014. augusztus 21.     | 3,37 millió |
| 34.  | 8.  | A nyugdíjazott szupermodell (Fountain of Youth) | Gary A. Randall | Tom Garrigus                                    | 2012. július 22. 2014. augusztus 28.     | 3,18 millió |
| 35.  | 9.  | 120 millió dolláros ügy (Islandia)              | Emile Levisetti | Dailyn Rodriguez                                | 2012. augusztus 5. 2014. szeptember 4.   | 3,09 millió |
| 36.  | 10. | Végtelen nyár (Endless Summer)                  | Jeff Bleckner   | Történet: Shaz Bennett Tévéjáték: Wendy Battles | 2012. augusztus 12. 2014. szeptember 11. | 3,10 millió |

## 4. évad (2013)
| Sor. | Év. | Cím                                           | Rendező         | Író                            | Premier                                | Nézettség   |
| ---- | --- | --------------------------------------------- | --------------- | ------------------------------ | -------------------------------------- | ----------- |
| 37.  | 1.  | Kísértethistória (Yankee Dan)                 | Emile Levisetti | Dailyn Rodriguez               | 2013. május 27. 2015. szeptember 21.   | 3,26 millió |
| 38.  | 2.  | Modellvilág (Shot Girls)                      | Jonathan Frakes | John J. Sakmar & Kerry Lenhart | 2013. június 3. 2015. szeptember 28.   | 2,74 millió |
| 39.  | 3.  | Sülve-főve (Killer Barbecue)                  | Paul Edwards    | Tom Garrigus                   | 2013. június 10. 2015. október 5.      | 2,31 millió |
| 40.  | 4.  | Kemény világ (Magic Longworth)                | Donna Deitch    | Matthew J. Lieberman           | 2013. június 17. 2015. október 12.     | 2,31 millió |
| 41.  | 5.  | Zombi apokalipszis (Apocalypse Now)           | Marc Roskin     | Elle Johnson                   | 2013. június 24. 2015. október 19.     | 2,56 millió |
| 42.  | 6.  | Görkoris amazonok (Glade-iators!)             | Martha Coolidge | John J. Sakmar & Kerry Lenhart | 2013. július 1. 2015. október 26.      | 2,55 millió |
| 43.  | 7.  | Simlisek világa (Gypsies, Tramps and Thieves) | Ron Underwood   | Tom Garrigus                   | 2013. július 8. 2015. november 2.      | 2,51 millió |
| 44.  | 8.  | Édeshármas (Three's Company)                  | Eric Laneuville | Matthew J. Liberman            | 2013. július 15. 2015. november 9.     | 2,40 millió |
| 45.  | 9.  | Süvítő labdák (Fast Ball)                     | Ron Underwood   | Elle Johnson                   | 2013. július 29. 2015. november 16.    | 2,38 millió |
| 46.  | 10. | Galerinák (Gallerinas)                        | Eric Laneuville | Dailyn Rodriguez               | 2013. augusztus 5. 2015. november 23.  | 2,32 millió |
| 47.  | 11. | Férfias játékok (Civil War)                   | Kelly Makin     | John J. Sakmar & Kerry Lenhart | 2013. augusztus 12. 2015. november 30. | 2,31 millió |
| 48.  | 12. | Két tűz között (Happy Trails)                 | Gary A. Randall | Shaz Bennett                   | 2013. augusztus 19. 2015. december 7.  | 2,69 millió |
| 49.  | 13. | Az ördög nem alszik (Tin Cup)                 | Randy Zisk      | Tom Garrigus                   | 2013. augusztus 26. 2015. december 14. | 3,41 millió |